# John B. Hall

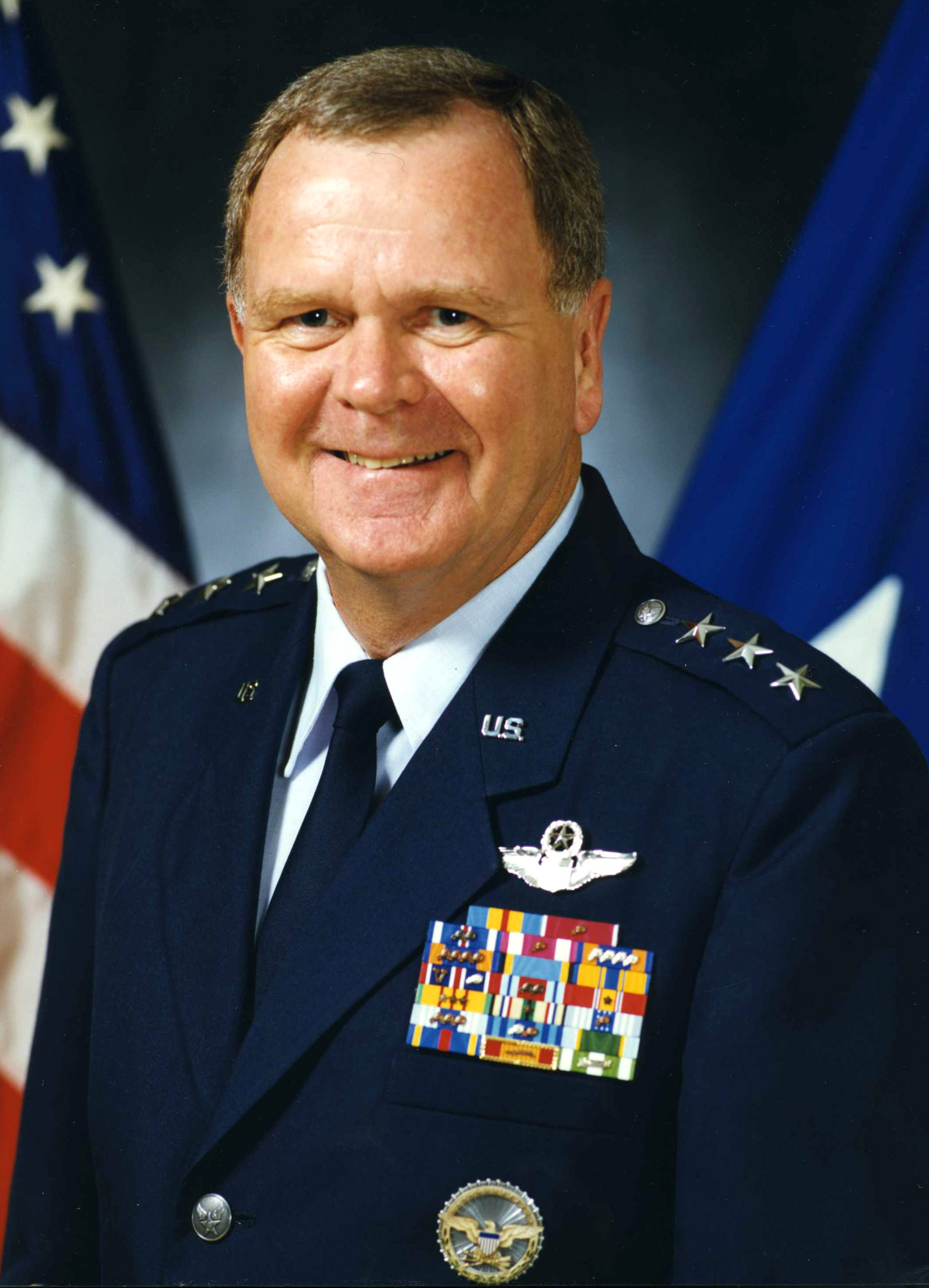
John B. Hall Jr. (2007)

John B. Hall Jr. (* um 1945) ist ein pensionierter Generalleutnant der United States Air Force. Er war unter anderem Kommandeur der United States Forces Japan und der 5. Luftflotte.
Über das ROTC-Programm der University of Massachusetts gelangte er im Jahr 1967 in das Offizierskorps der United States Air Force. Dort durchlief er anschließend alle Offiziersränge vom Leutnant bis zum Drei-Sterne-General.
Im Lauf seiner militärischen Karriere absolvierte er verschiedene Kurse und Schulungen. Dazu gehörten unter anderem eine Ausbildung zum Kampfpiloten und weitere Fortbildungskurse als Pilot neuer Flugzeugtypen; die Squadron Officer School auf der Maxwell Air Force Base in Alabama; das Air Command and Staff College; das National War College in Fort Lesley J. McNair in Washington, D.C. und das Seminar XXI, Foreign Political and International Relations am Massachusetts Institute of Technology (MIT). Außerdem erhielt er akademische Grade von der Golden Gate University, der Texas A&M University und der Harvard Kennedy School.
In seinen frühen Jahren als Offizier der Luftwaffe war er an verschiedenen Stützpunkten in den Vereinigten Staaten stationiert. Dabei war er als Pilot, Flugausbilder oder Stabsoffizier bei unterschiedlichen Einheiten tätig. Dazwischen absolvierte er die erwähnten Schulungen. Als Stabsoffizier wurde er auch zum Hauptquartier der Air Force versetzt. Zwischen September 1970 und September 1971 war er zur Zeit des Vietnamkriegs in Thailand stationiert. Dort war er unter anderem als Ausbildungspilot beim 432. Geschwader (432nd Tactical Fighter Reconnaissance Wing) im Einsatz.
Zwischen Juli 1978 und Juli 1981 war Hall in Deutschland auf der Bitburg Air Base beim 36. Taktischen Geschwader (36th Tactical Fighter Wing) stationiert. Nach zwischenzeitlich anderen Verwendungen und seinem Studium am National War College wurde er im Juni 1985 auf die Kadena Air Base in Japan versetzt. Dort war er bis zum Juli 1987 in der Operationsabteilung des 18. Taktischen Geschwaders (18th Tactical Fighter Wing) tätig. Gleichzeitig war er dessen stellvertretender Kommandeur. In der Folge blieb er in Japan. Auf der dortigen Yokota Air Base leitete er bis Juni 1989 die Operationsabteilung der 5. Luftflotte. Dann kehrte er zur Kadena Air Base zurück, wo er das Kommando über das 18. Taktische Geschwader übernahm, das er zwischen Juni 1989 und Oktober 1991 innehatte. Danach blieb er bis zum April 1992 in einer Sonderfunktion als special assistant to the commander dieses Geschwaders auf der Kadena Air Base.
Im April 1992 kehrte er nach fast sieben Jahren in Japan in die Vereinigten Staaten zurück. Auf der Shaw Air Force Base in South Carolina erhielt er das Kommando über das 363. Kampfgeschwader (363rd Fighter Wing), das er zwischen April 1992 und August 1994 ausübte. Während dieser Zeit kommandierte er auch zwischen August 1993 und Februar 1994 das 4404. Geschwader (4404th Composite Wing) das auf der Dhahran Air Base in Saudi-Arabien stationiert war. Zwischen August 1994 und Juni 1996 war John Hall Stabsoffizier im Verteidigungsministerium der Vereinigten Staaten. Dort leitete er eine Unterabteilung für asiatisch-pazifische Sicherheitsfragen (director, Asian and Pacific affairs, Office of the Assistant Secretary of Defense for International Security Affairs, the Pentagon). Daran schloss sich eine Versetzung zu den Pacific Air Forces an, die ihr Hauptquartier auf der Hickham Air Force Base in Hawaii hatten. Dort gehörte er zwischen Juni 1996 und Juni 1997 deren Stabsabteilung für Planungen und Operationen an.
Anschließend kehrte er nach Japan zurück. Am 27. Juni 1997 übernahm er als Nachfolger von Ralph E. Eberhart auf der Yokota Air Base das Kommando über die United States Forces Japan und die 5. Luftflotte. Diese beiden Kommandos bekleidete er bis zum 3. September 1999 als Paul V. Hester seine Nachfolge antrat. Anschließend schied er aus dem aktiven Militärdienst aus.
Während seiner aktiven Zeit als Militärpilot absolvierte er über 3700 Flugstunden auf verschiedenen Flugzeugtypen.

## Daten der Beförderungen
| Abzeichen | Rang               | Jahr             |
| --------- | ------------------ | ---------------- |
|           | Second Lieutenant  | 16. März 1967    |
|           | First Lieutenant   | 16. März 1968    |
|           | Captain            | 16. März 1970    |
|           | Major              | 2. Mai 1978      |
|           | Lieutenant Colonel | 3. Juni 1981     |
|           | Colonel            | 1. November 1985 |
|           | Brigadier General  | 1. März 1992     |
|           | Major General      | 25. Mai 1995     |
|           | Lieutenant General | 26. Juni 1997    |

## Orden und Auszeichnungen
John Hall erhielt im Lauf seiner militärischen Laufbahn unter anderem folgende Auszeichnungen:
- Defense Distinguished Service Medal
- Legion of Merit
- Distinguished Flying Cross
- Meritorious Service Medal
- Air Medal
- Aerial Achievement Medal
- Air Force Commendation Medal
- Air Force Outstanding Unit Award
- Combat Readiness Medal
- National Defense Service Medal
- Southwest Asia Service Medal
- Vietnam Service Medal
- Gallantry Cross (Südvietnam)
- Vietnam Campaign Medal (Südvietnam)